# Васильев, Виталий Дмитриевич
Виталий Дмитриевич Васильев — советский организатор системы образования и государственный деятель, председатель Читинского горисполкома (1948—1950).

## Биография
Родился 1 мая 1915 г. в с. Старый Олов Забайкальской области.
Окончил исторический факультет Иркутского учительского института (1938).
- 1938—1940 — завуч школы-интерната станции им. Кагановича (ныне пгт Чернышевск).
- 1940—1943 — инспектор, заместитель заведующей отделения учебных заведений Забайкальской железной дороги.
- 1943—1948 — на партийной работе.
- 1948—1950 — председатель Читинского горисполкома,
- 1950—1979 — заведующий Читинским облоно.
- 1979—1983 — председатель Читинского регионального отделения Всероссийского общества охраны памятников истории и культуры.

Под его руководством в Читинской области построено школ на 200 тысяч учебных мест, дошкольных учреждений на 110 тысяч мест.
Заслуженный учитель РСФСР. Награждён орденами «Знак Почёта», Трудового Красного Знамени, медалью Н. К. Крупской.
Умер 23 марта 2003 г. в Москве.